# 古斯塔夫·霍尔斯特
古斯塔夫·西奥多·霍尔斯特（英語：Gustav Theodore Holst，1874年9月21日—1934年5月25日），英國作曲家。原名古斯塔夫·西奥多·冯·霍尔斯特（Gustavus Theodore von Holst），在第一次世界大戰後去掉了名字中的「馮」（von）。出生於音樂世家，祖先多為英國人，其餘為瑞典人。19歲時，進入倫敦皇家音樂學院，師事查尔斯·威利尔斯·斯坦福五年。1906年後邊擔任倫敦聖保羅女子學校音樂系主任，邊同時進行作曲。在音樂寫作上，除大膽地進行和聲的實驗外，也採用多調的作曲手法。代表作為管弦樂組曲《行星》（The Planets）。

## 作品節選
- 行星組曲（The Planets），作品32
- 降E大调第1号军乐队组曲（英语：First Suite in E-flat for Military Band），作品28之1